# Hans-Peter Förster

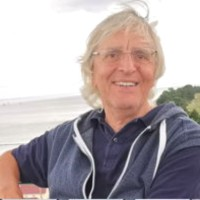
Hans-Peter Förster (2020)

Hans-Peter Förster (* 20. Juli 1954 in Frankfurt am Main) ist ein deutscher Autor.

## Leben und Wirken
Nach Abschluss der Mittleren Reife, einer Ausbildung als Einzelhandelskaufmann und beruflichen Stationen in leitenden Funktionen bei Photo Porst und Erno Photo ist er seit 1983 Freischaffender. Sein erstes Fachbuch mit dem Titel Das Video Buch erschien 1981. Die Deutsche Nationalbibliothek weist 60 Publikationen des Autors aus und neun Titel, an denen er beteiligt ist, darunter Themen wie Medien- und Textgestaltung, Kommunikations- und Pressearbeit, Unternehmenssprache sowie Edutainment (multimediale Wissensvermittlung u. a. Fremdsprachen, Rechtschreibung, Textoptimierung).
Von 1983 bis 2020 war Förster zudem als freier Fachjournalist tätig (Mitglied im Deutschen Journalisten Verband und zwischen 1985 und 2013 zudem Aktivmitglied im Verband Schweizer Fachjournalisten (SFJ)).
Über einen Zeitraum von 16 Jahren gab er in der Schweiz als Core-Faculty-Mitglied Seminare am Zentrum für Unternehmungsführung (ZfU). Im Anschluss war er Mitglied im Dozentenstab der St. Galler Business School (SGBS). Zwischen 2008 und 2019 lehrte er zudem an der Ostbayerischen Technischen Hochschule (OTH-AW) als Lehrbeauftragter im Master-Studiengang Medienproduktion und Medientechnik.
Aktuell befasst sich Förster mit dem Texttypus Libretto der Kunstform Oper, baut im Bereich Musiktheater ein digitales Langzeitarchiv auf und hat sich in Eutin auf themenverbindende Spurensuche nach Carl Maria von Weber begeben.
Hans-Peter Förster lebt seit 2020 in Bad Malente-Gremsmühlen.

## Veröffentlichungen
Sein erstes Fachbuch mit dem Titel Das Video Buch erschien 1981. Es folgten weitere Bücher zum Thema Filmgestaltung und digitale Kommunikation. Zwischen 1986 und 1989 folgten in der CHIP-Wissens-Reihe kurz & bündig Bücher über Textverarbeitungssoftware. Nach Veröffentlichung des Ratgebers Handbuch Pressearbeit 1989 im Heyne Verlag folgte die Herausgeberschaft von Loseblattwerken: von 1989 bis 1991 Der Presse-Assistent und 1991 bis 2002 KOM Kommunikations- und Pressearbeit für Praktiker.
1994 veröffentlichte der Campus Verlag das Konzept für unternehmerische Schreibkultur unter dem Titel Corporate Wording (kurz: CW). Hans-Peter Förster hat den Begriff Corporate Wording geprägt . Die Bezeichnung wurde 1995 und 2004 als Wortmarke beim Deutschen Patent- und Markenamt registriert. Corporate Wording etablierte sich als Standardwerk. Erweiterte Neuauflagen erschienen im Verlag Frankfurter Allgemeine Buch 1995, 2001, 2010 und 2014. Zuletzt unter dem Titel Corporate Wording 3.0, an dem Sohn Andreas Förster als Co-Autor mitwirkte. 2019 erschien eine Jubiläumsausgabe zu 25 Jahren Corporate Wording (drei Bücher von „Förster & Förster“ im Jubiläumsschuber.). Bestandteil des CW-Konzepts ist eine Sprachmethodik, die Wörter nach Informations-, Garantie-, Erlebnis- und Kontaktfunktion verortet und in Sprachklimaanalysen farbig codiert. Einzug fand diese Methode in Försters Frankfurter Allgemeine Buch Bestseller Texten wie ein Profi wie auch in Lehr- und Praxis-Büchern. In der Studie der Universität Hohenheim Die Leitbilder der 120 umsatzstärksten DACH-Unternehmen im Test  wurde 2023 die Methode zur Sprachklimanalyse genutzt.
Auch als Ghostwriter und unter Pseudonym hat Hans-Peter Förster weitere Bücher geschrieben. Er beteiligte sich an der Konzeption von Lernspielen, darunter Das neue Rechtschreibspiel, ein Multimedia-Familienspiel von Ravensburger Interactive Media. Daran reihen sich Auftragsarbeiten an, wie die Brettspiele FILMSTADT live und HOLLYWOOD live, Buchstaben-Sudoku, Kreuzworträtsel, Memory-Lernspiel, Kartenspiel und Tischkalender zur spielerischen Wissensvermittlung.

## Bibliografie/Mediagrafie

### Bücher
- Das Video Buch, Schiele & Schön Berlin 1981, ISBN 978-3-7949-0355-9
- Video - mein Hobby, Humboldt/Langenscheidt München 1982, ISBN 978-3-581-66422-9
- mit Helmut Rompel, MSX-Ratgeber: Sprache, Betriebssystem, Geräte, Vogel Würzburg 1983, ISBN 978-3-8023-0875-8
- Bildschirmtext, Humboldt-Taschenbuchverlag München, 1983, ISBN 978-3-581-66457-1
- mit Helmut Rompel, Der Heimcomputer als Btx-Terminal: wie man Btx-Informationen mit d. Heimcomputer speichert u. weiterverarbeitet, Vogel Würzburg 1985, ISBN 978-3-8023-0850-5
- Word kurz und bündig: Textverarbeitung mit d. IBM PC u. Kompatiblen, Vogel Würzburg 1986, ISBN 978-3-8023-0893-2 ISBN 978-3-8023-0893-2
- Business-Btx: professionelle Anwendungsmöglichkeiten von Bildschirmtext mit intelligenten Btx-Terminals u. Personalcomputern, Markt und Technik Verlag Haar bei München 1987, ISBN 978-3-89090-387-3
- mit Martin Zwernemann, Word 3.0 kurz und bündig: Texte erfassen, gestalten, drucken, Vogel Würzburg 1987, ISBN 978-3-8023-0188-9
- mit Martin Zwernemann, Word 3.0 kurz und bündig: Texte erfassen, gestalten, drucken, 2. Auflage, Vogel Würzburg 1987, ISBN 978-3-8023-0188-9
- mit Martin Zwernemann, Makroprogramme, Standardformate und Musterformulare mit Word 4.0, Vogel Würzburg 1988, ISBN 978-3-8023-0246-6
- mit Martin Zwernemann, Word 4.0 kurz und bündig: Texte erfassen, gestalten, drucken, Vogel Würzburg 1988, ISBN 978-3-8023-0215-2
- mit Martin Zwernemann, IBM PCText 4 kurz und bündig, Vogel Würzburg 1989, ISBN 978-3-8023-0247-3
- mit Martin Zwernemann, MultiMate 3.6 kurz und bündig, Vogel Würzburg 1988, ISBN 978-3-8023-0208-4
- mit Martin Zwernemann, Rationelle Textverarbeitung mit WordPerfect 5.0: Textbausteine, Makros, Formulare, Grafiken, Vogel Würzburg 1989, ISBN 978-3-8023-0295-4
- mit Martin Zwernemann, Word 5.0 kurz und bündig: Texte erfassen, gestalten, drucken, Vogel Würzburg 1989, ISBN 978-3-8023-0418-7
- mit Martin Zwernemann, Datenbank-Engineering mit Clipper, Vogel Würzburg 1989, ISBN 978-3-8023-0263-3
- Abenteuer Video: Freizeitspass mit dem Camcorder; Video live, Tips und Ideen, Heyne München 1989, ISBN 978-3-453-03963-6
- Abenteuer Video: Freizeitspass mit dem Camcorder; Video live, Tips und Ideen, Heyne München 1990, 2. Auflage, ISBN 978-3-453-03963-6
- mit Martin Zwernemann, IBM PCText 4 kurz und bündig, Vogel Würzburg 1989, 2. aktualisierte Auflage, ISBN 978-3-8023-0247-3
- Handbuch Pressearbeit: kreative und erfolgreiche PR, Themenfindung und -aufbereitung, Mustertexte und Checklisten, Mediaüberblick, Heyne München 1991, ISBN 978-3-453-04424-1
- Abenteuer Video: Freizeitspass mit dem Camcorder; Video life, Tips und Ideen, Heyne München 1991, 3. Auflage, ISBN 978-3-453-03963-6
- mit Martin Zwernemann: Word für Windows: Version 1.1, Vogel Würzburg 1991, ISBN 978-3-8023-0455-2
- Abenteuer Video: Freizeitspass mit dem Camcorder; Video life, Tips und Ideen, Heyne München 1992, 4. Auflage, ISBN 978-3-453-03963-6.
- (Hrsg.) Multimedia - die Evolution der Sinne! Praxis und Erfahrungen: überzeugende, wirkungsvolle Präsentationen in Marketing und Schulung, Luchterhand Neuwied, Kriftel, Berlin 1993, ISBN 978-3-472-01578-9.
- Zweitberuf: Pressesprecher: Schnellkurs für erfolgreiche Presse-Arbeit, Luchterhand Neuwied, Kriftel, Berlin 1994, ISBN 978-3-472-01858-2.
- mit Helmut Dittrich, Sympathie gewinnen: die Chance der ersten 3 Minuten, Humboldt-Taschenbuchverlag Jacobi 1994, ISBN 978-3-581-66745-9.
- Corporate Wording: Konzepte für eine unternehmerische Schreibkultur, Campus Verlag Frankfurt/Main, New York 1994, ISBN 978-3-593-35158-2
- Abenteuer Video: Freizeitspass mit dem Camcorder; Video life, Tips und Ideen, Heyne München 1995, ISBN 978-3-453-08725-5.
- Neue Briefkultur mit Corporate Wording: vom Geschäftsbrief zum lebendigen Kundendialog, Karin Duric, Martin Zwernemann (Mitwirkende), Campus Verlag Frankfurt/Main, New York 1995, ISBN 978-3-593-36263-2.
- Zweitberuf: Pressesprecher: Schnellkurs für erfolgreiche Presse-Arbeit, Neuwied, Kriftel, Berlin Luchterhand 1997, 2. Auflage, ISBN 978-3-472-03085-0.
- (Hrsg.) Der E-Mail-Kompass: vom richtigen Umgang mit der elektronischen Post; mit einem Crash-Kurs für Anfänger, einem Diätplan für Süchtige und einer Anleitung für das Management, FAZ-Institut für Management-, Markt- und Medieninformationen Frankfurt am Main 1999, ISBN 978-3-927282-87-2.
- Neue Briefkultur mit Corporate Wording: vom Geschäftsbrief zum lebendigen Kundendialog, Karin Duric, Martin Zwernemann (Mitwirkende), Campus Verlag Frankfurt/Main, New York 1995, Aktualisierte Neuauflage, ISBN 978-3-593-36263-2.
- Texten wie ein Profi: ob 5-Minuten-Text oder überzeugende Kommunikationsstrategie - ein Buch für Einsteiger, Könner und solche, die den Kopf hinhalten müssen; mit über 5000 Wort-Ideen zum Nachschlagen, FAZ-Institut für Management-, Markt- und Medieninformationen Frankfurt am Main 2000, ISBN 978-3-927282-90-2.
- mit Helmut Dittrich, Kuidas sümpaatiat võita? nõuanderaamat / [Saksa keelest Manuel Lember – Übersetzung in Estnisch], Kuressaare TormiKiri 2000, ISBN 9985-884-46-9.
- Corporate Wording: das Strategiebuch; für Entscheider und Verantwortliche in der Unternehmenskommunikation, FAZ-Institut für Management-, Markt- und Medieninformationen Frankfurt am Main 2001, ISBN 978-3-934191-38-9.
- Professionell Briefe schreiben: neue Wege der Geschäftskorrespondenz - kundengerecht und imagefördernd. Mit Empfehlungen von Karin Duric, FAZ-Institut für Management-, Markt- und Medieninformationen Frankfurt am Main 2001, ISBN 978-3-934191-39-6.
- Zweitberuf: Pressesprecher: Schnellkurs für erfolgreiche Presse-Arbeit. Mit einem Beitrag "Vor Mikrofon und Kamera" von Stefan Wachtel, Luchterhand Neuwied, Kriftel, Berlin 1994, dritte erweiterte Auflage, ISBN 978-3-472-04413-0.
- Bestseller-Image: senden Sie typgerechte Wort-Signale ; ein Buch für alle, die verkaufen, überzeugen und beraten müssen, Frankfurter Allgemeine Buch im FAZ-Institut Frankfurt am Main 2002, ISBN 978-3-934191-58-7.
- (Hrsg.) Reisehandbuch Kreuzfahrten: auf den Weltmeeren unterwegs - Kurs auf die schönsten Häfen zwischen Spitzbergen, Kapstadt und Sydney, Travel-House-Media München 2006, ISBN 978-3-8342-0099-0.
- Die schönsten Flusskreuzfahrten, Travel-House-Media München 2006, ISBN 978-3-8342-9517-0.
- Skaistākie kruīzi pa upēm / Hanss Pēters Fersters. [No vācu valodas tulkojusi Sinda Krastiņa – Übersetzung „Die schönsten Flusskreuzfahrten“ in Lettisch], Jumava Riga 2007, ISBN 978-9984-38-329-3
- Texten wie ein Profi: ob 5-Minuten-Text oder überzeugende Kommunikationsstrategie - ein Buch für Einsteiger, Könner und solche, die den Kopf hinhalten müssen. Mit über 5000 Wort-Ideen zum Nachschlagen. Mit der erfolgreichen 4-Farben-Sprachmethode, FAZ-Institut für Management-, Markt- und Medieninformationen Frankfurt am Main 2008, 10. aktualisierte Auflage, 2008/2009, ISBN 978-3-89981-186-5.
- mit Gerhard Rost, Michael Thiermeyer, Corporate Wording: die Erfolgsfaktoren für professionelle Kommunikation; Kommunikation perfektionieren, Unternehmen profilieren, Frankfurter Allgemeine Buch Frankfurt am Main 2010, 2. veränderte Auflage, ISBN 978-3-89981-194-0.
- Texten wie ein Profi: Ein Buch für Einsteiger und Könner – Mit über 5.000 Wortideen zum Nachschlagen, Frankfurter Allgemeine Buch Frankfurt am Main 2015, 12. Auflage, ISBN 978-3-95601-111-5.
- Kreuzfahrten: Meer erleben, mehr entdecken; 30 faszinierende Routen und Passagen; 30 Schiffe mit Raffinessen und Raritäten, Vista Point Verlag Köln 2010, ISBN 978-3-86871-200-1.
- Texten wie ein Profi - Kompakt: das Handbuch; über 10000 Wörter, mit denen Sie überzeugen und überall gut ankommen, Verlag Frankfurter Allgemeine Buch Frankfurt am Main 2011, ISBN 978-3-89981-252-7.
- mit Andreas Förster, Corporate Wording 3.0: Kommunikation industrialisieren, strukturiert texten, Inhalte wiederverwenden; das Standardwerk seit 20 Jahren; jetzt mit Startpaketen für die praktische Arbeit, Frankfurter Allgemeine Buch/Frankfurter Societäts-Medien, Frankfurt am Main 2014, ISBN 978-3-95601-046-0.
- mit Katja Bressette, Andreas Förster Colorword Communication & Lexicon: Don't just dive into a blue ocean - color your communication, epubli Berlin 2012, ISBN 978-3-8442-2105-3.
- mit Katja Bressette, Andreas Förster Miteinander verständigen, zueinander finden: Die 4-Farben-Sprachmethode mit Tiefgang, epubli Berlin 2012, ISBN 978-3-8442-2587-7.
- mit Andreas Förster, Colorword Thesaurus: 15.000 Keywords, 120.000 Synonyms, Lulu Raleigh 2012, ISBN 978-1-4709-8193-8.
- mit Katja Bressette, Andreas Förster, Colorword Communication & Lexicon: Don't just dive into a blue ocean - color your communication, Lulu Raleigh 2013, 2. aktualisierte Ausgabe, ISBN 978-1-291-30678-1.
- Texten wie ein Profi: ob 5-Minuten-Text oder überzeugende Kommunikationsstrategie - ein Buch für Einsteiger, Könner und solche, die den Kopf hinhalten müssen. Mit über 5000 Wort-Ideen zum Nachschlagen, Frankfurter Allgemeine Buch Frankfurt am Main 2016, 13. überarbeitete Auflage, ISBN 978-3-95601-166-5.
- mit Andreas Förster, 25 Jahre Corporate Wording: Kommunikation industrialisieren: strukturiert texten, Inhalte wiederverwenden: Förster & Förster Jubiläumsschuber, Frankfurter Allgemeine Buch Frankfurt am Main 2019, ISBN 978-3-96251-063-3.

### Loseblattwerke
- (Hrsg.) Presse Assistent, VWP-Verlag Wissen und Praxis Köln 1990, bis Lfg. 5, ISBN 978-3-89239-036-7.
- (Hrsg.) Presse- und Medienarbeit für Praktiker, Neuwied, Kriftel, Berlin Luchterhand 1991 bis Lfg. 27 [1][17]
- (Hrsg.) KOM - Kommunikations- und Pressearbeit für Praktiker; Identity, Marketing, Presse; Neuwied, Kriftel Luchterhand 2000, ab Lfg. 28, [2][18]

### E-Books
- Texten wie ein Profi - Ein Buch für Einsteiger und Könner – Mit über 5.000 Wortideen zum Nachschlagen, Verlag Frankfurter Allgemeine Buch Frankfurt am Main 2016, 12. Auflage, ISBN 978-3-95601-167-2.
- Texten wie ein Profi - Handbuch: Über 10.000 Wörter, mit denen Sie überzeugen und überall gut ankommen, Verlag Frankfurter Allgemeine Buch Frankfurt am Main 2016, ISBN 978-3-95601-167-2.

### Hörbuch
(Hrsg.) PR im Radio: neue Möglichkeiten der Öffentlichkeitsarbeit; 21 Hörbeispiele und Insider-Infos aus 10 Branchen, gesprochen von Robert Blens ..., Neuwied, Kriftel, Berlin Luchterhand 1997, ISBN 978-3-472-03098-0

### Textwerkzeuge
- Der Presse-Assistent: redaktionelle Tipps für Windows-Anwender; Formulierungshilfen für Briefe an Journalisten und Redaktionen - in Word für Windows 6.0, Neuwied, Kriftel, Berlin Luchterhand 1996, ISBN 978-3-472-02486-6.
- FLOSKELscanner: entlarvt verstaubte Floskeln in Geschäftsbriefen, zeigt einen kundenorientierten Schreibstil, …F.A.Z.-Institut Frankfurt am Main 2000, ISBN 978-3-89981-141-4.
- WORDINGmanual: Unternehmenskommunikation von A - Z; F.A.Z.-Institut Frankfurt am Main 2000, ISBN 978-3-934191-46-4.
- TEXTcomposer: das Kreativ-Tool für Texter, Frankfurter Allgemeine Buch im F.A.Z.-Institut Frankfurt am Main 2000, ISBN 978-3-934191-45-7.
- FLOSKELscanner: ihr Coach für erstklassige Texte, ohne Floskeln, Lesehemmer oder Bandwurmsätze, Frankfurter Allgemeine Buch Frankfurt am Main 2000, ISBN 978-3-89981-141-4.
- BRIEFcutter: professionelle Softwarebausteine für die Geschäftskorrespondenz, F.A.Z.-Institut Frankfurt am Main 2001, ISBN 978-3-934191-44-0.

### Lernmedien
- mit Martin Zwernemann, Spanischer Basiswortschatz: CD-ROM für PC; für Schule, Beruf und Reise; 4 Stunden Vokabeltraining in Text, Bild und Ton / in Zusammenarbeit mit Langenscheidt, Humboldt Taschenbuchverlag Jacoby München 1996, ISBN 978-3-581-69058-7.
- mit Martin Zwernemann: Spanisch in 30 Tagen: der kompakte Sprachkurs / in Zusammenarbeit mit Langenscheidt. Carmen R. de Königbauer/Harda Kuwer (Mitwirkende), Humboldt Taschenbuchverlag Jacoby München 1996, ISBN 978-3-581-69054-9.
- mit Martin Zwernemann, Italienischer Basiswortschatz: CD-ROM für PC; für Schule, Beruf und Reise; 4 Stunden Vokabeltraining in Text, Bild und Ton / in Zusammenarbeit mit Langenscheidt, Humboldt Taschenbuchverlag Jacoby München 1996, ISBN 978-3-581-69057-0.
- mit Martin Zwernemann: Italienisch in 30 Tagen: der kompakte Sprachkurs / in Zusammenarbeit mit Langenscheidt. Paola Frattola-Gebhardt/Roberta Costantino-Khan (Mitwirkende), Humboldt Taschenbuchverlag Jacoby München 1996, ISBN 978-3-581-69053-2.
- mit Martin Zwernemann, Französischer Basiswortschatz: CD-ROM für PC; für Schule, Beruf und Reise; 4 Stunden Vokabeltraining in Text, Bild und Ton / in Zusammenarbeit mit Langenscheidt, Humboldt Taschenbuchverlag Jacoby München 1996, ISBN 978-3-581-69056-3.
- mit Martin Zwernemann: Französisch in 30 Tagen: der kompakte Sprachkurs / Micheline Funke (Mitwirkende), Humboldt Taschenbuchverlag Jacoby München 1996, ISBN 978-3-581-69052-5.
- mit Martin Zwernemann, Englischer Basiswortschatz: CD-ROM für PC; für Schule, Beruf und Reise; 4 Stunden Vokabeltraining in Text, Bild und Ton / in Zusammenarbeit mit Langenscheidt, Humboldt Taschenbuchverlag Jacoby München 1996, ISBN 978-3-581-69055-6
- mit Martin Zwernemann: Englisch in 30 Tagen: der kompakte Sprachkurs / in Zusammenarbeit mit Langenscheidt. Sonia Brough/Carolyn Wittmann, (Mitwirkende), Humboldt Taschenbuchverlag Jacoby München 1996, ISBN 978-3-581-69051-8
- mit Martin Zwernemann: Das neue Rechtschreibspiel: das Familienspiel zur neuen Rechtschreibung; von 9 - 99 Jahren; Rechtschreibung leichtgemacht; Produzent: Thomas Kirchenkamp. Ill.: Ulf Marckwort, Ravensburger Interactive Media Ravensburg 1996, ISBN 978-3-473-65182-5

## Auszeichnungen
- 2008: Silberne Ehrennadel des Deutschen Journalisten-Verbands (DJV) für 25 Jahre Mitgliedschaft
- 2010:Teaching Award in Gold der ZfU – International Business School, Zentrum für Unternehmungsführung AG